# Òcul

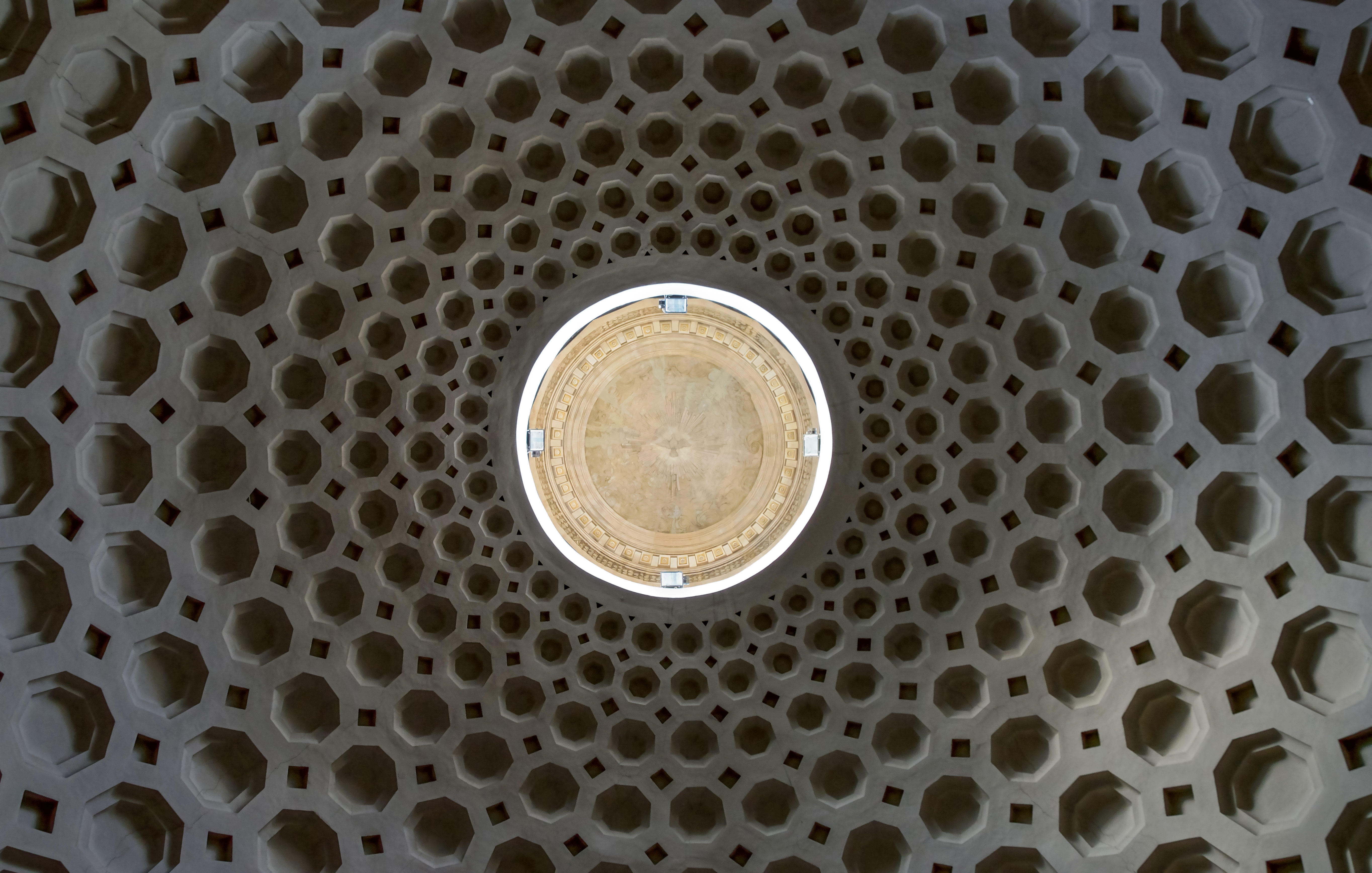
La cúpula octogonal d'enteixinat i l'òcul de l'església de San Bernardo alle Terme (Roma)

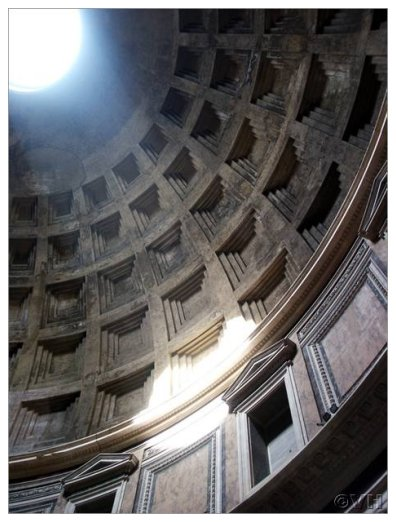
Òcul perforat a la cúpula del Panteó de Roma; l'obertura no està protegida, de manera que la pluja pot caure a l'interior de l'edifici

Un òcul (del llatí oculus, 'ull') és una obertura central a la part superior d'una cúpula. En arquitectura designa també una obertura o finestra de forma circular o ovalada, i sol ser sinònim d'ull de bou. La seva funció és la de proporcionar il·luminació. També pot usar-se de forma exclusivament decorativa. S'utilitza per definir l'obertura circular central existent a la cúpula del Panteó de Roma. En aquest cas la seva funció era alleugerir el pes de la cúpula i alhora deixar entrar l'aire i la llum. Les finestres circulars també es troben en basíliques i esglésies cristianes. En l'art romànic s'utilitzava per fer entrar una mica de llum per les parets tan gruixudes.
En arqueologia, amb aquest nom es coneixen determinats motius geomètrics trobats a l'art prehistòric de l'Europa occidental. Sol referir-se a un parell de marques circulars o espirals que se solen interpretar com a ulls. Apareixen en ceràmiques, estàtues i megàlits. Poden representar la mirada d'un déu o una deessa i va ser un element especialment comú durant el Neolític.

## Tipus
- S'utilitza per definir la obertura circular central existent a la cúpula de l' Panteó de Roma. En aquest cas la seva funció era alleugerir el pes de la cúpula al mateix temps que deixava entrar l'aire i la llum.

- Els òculs també es troben en els timpans de les basíliques i esglésies cristianes o, quan es tracta del gòtic es denomina rosassa.[2]

- Al òculs ovalats o circulars de l'arquitectura del segle XVI se'ls sol denominar ulls de bou.

- El òculs circulars en les golfes del edificis han estat una característica de l'arquitectura clàssica francesa del segle XVII .

- També hi ha òculs o ulls de bou, emprats per raons estructurals, com finestretes de vaixells i avions.

- En arqueologia, òcul és el nom que es dona a determinats motius geomètrics trobats en el art prehistòric de l'Europa occidental. Sol referir-se a un parell de marques circulars o espirals que se solen interpretar com ulls. Apareixen en ceràmiques, estàtues i megàlits. Poden representar la mirada d'un déu o deessa i va ser especialment comú durant el Neolític .

## Galeria

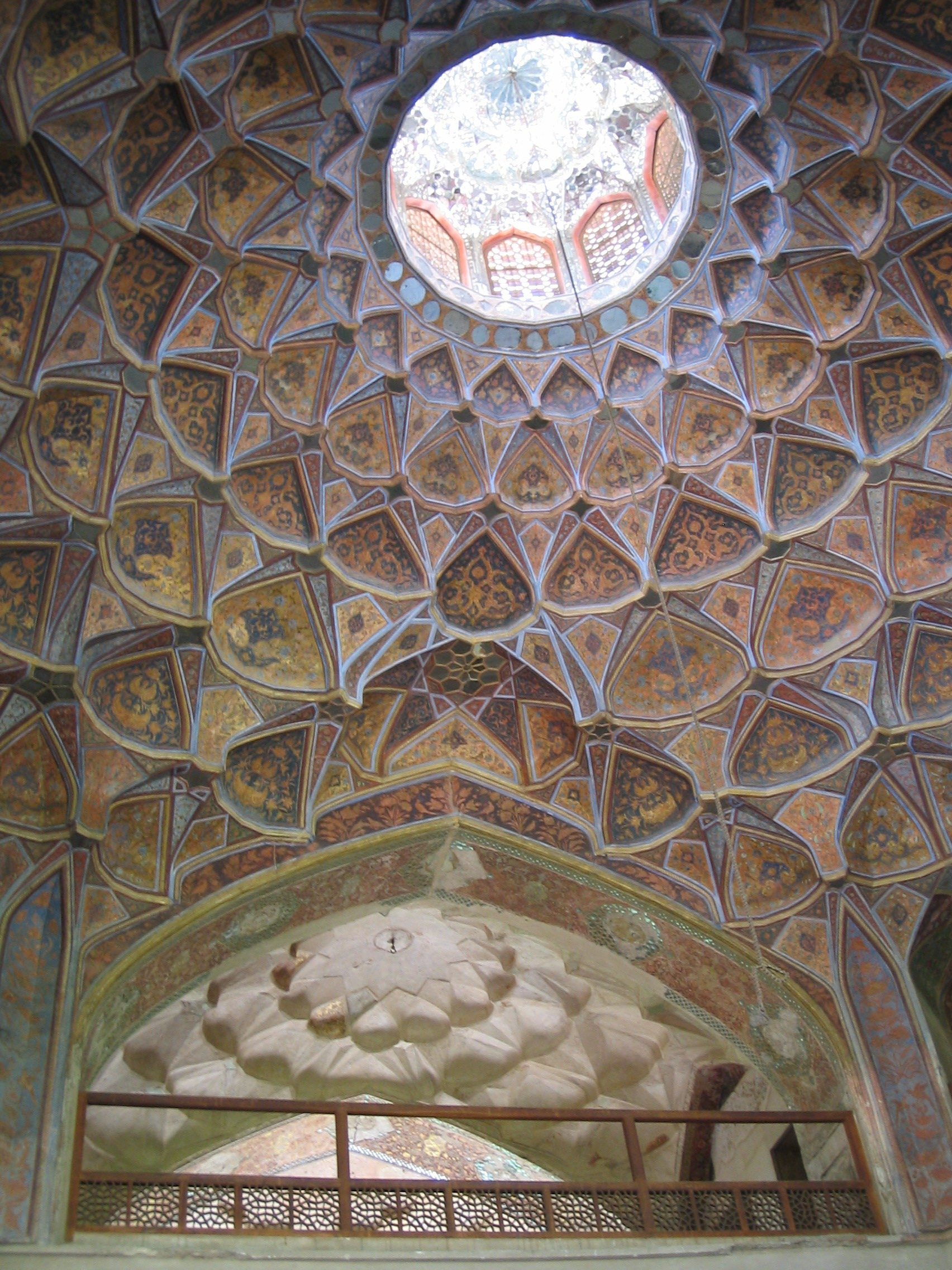
Òcul perforat al sostre d'inspiració safàvida del Hasht Behesht, palau d'Esfahan (Iran)
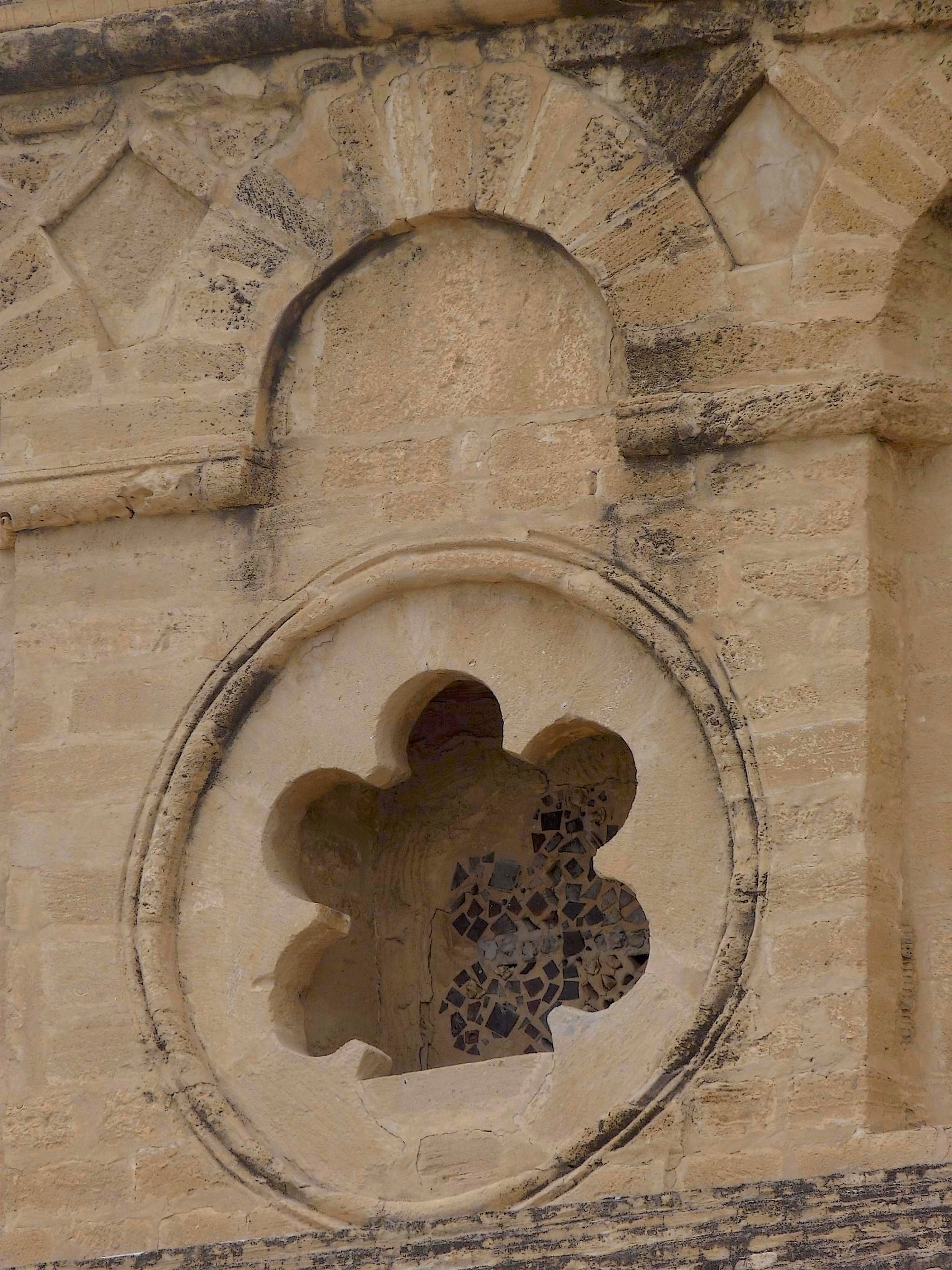
Òcul lobulat que adorna la base d'una cúpula de la Gran Mesquita de Kairuan (Tunísia)
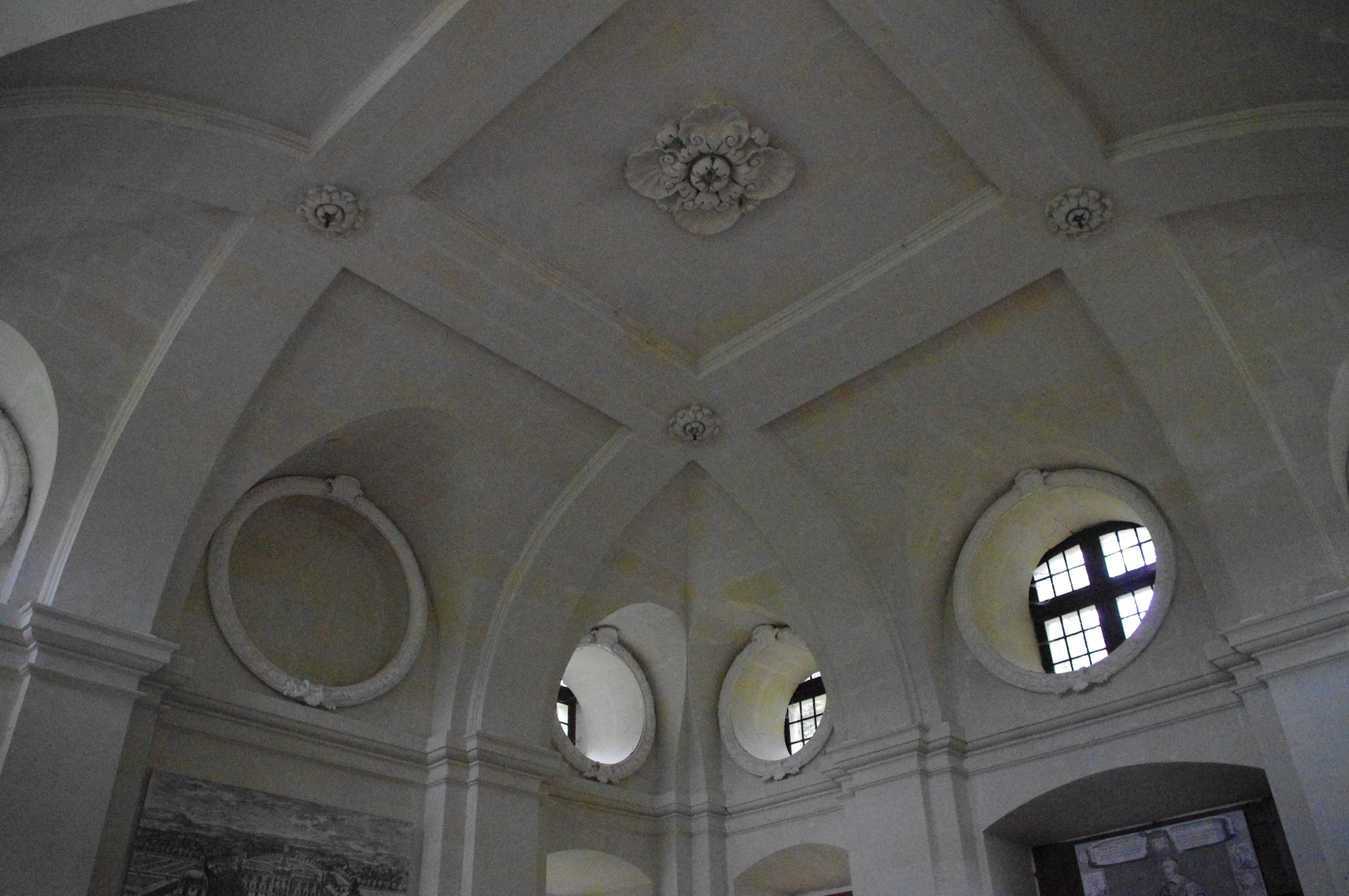
Òcul del pavelló del Dôme, a Richelieu (França)
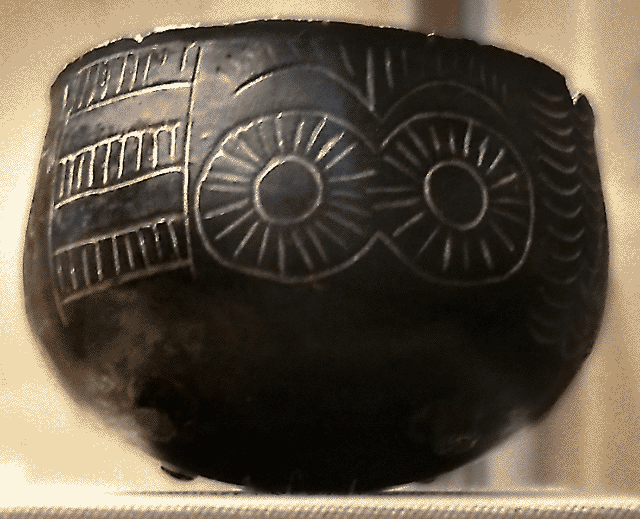
Cubell de l'Edat de Bronze trobat a Los Millares (Andalusia), amb dos òculs neolítics